# Tooniverse
Tooniverse er en sydkoreansk tv-kanal for børn, der ejes af CJ ENM. Kanalen blev lanceret den 21. december 1995.